# ミッシュブロート

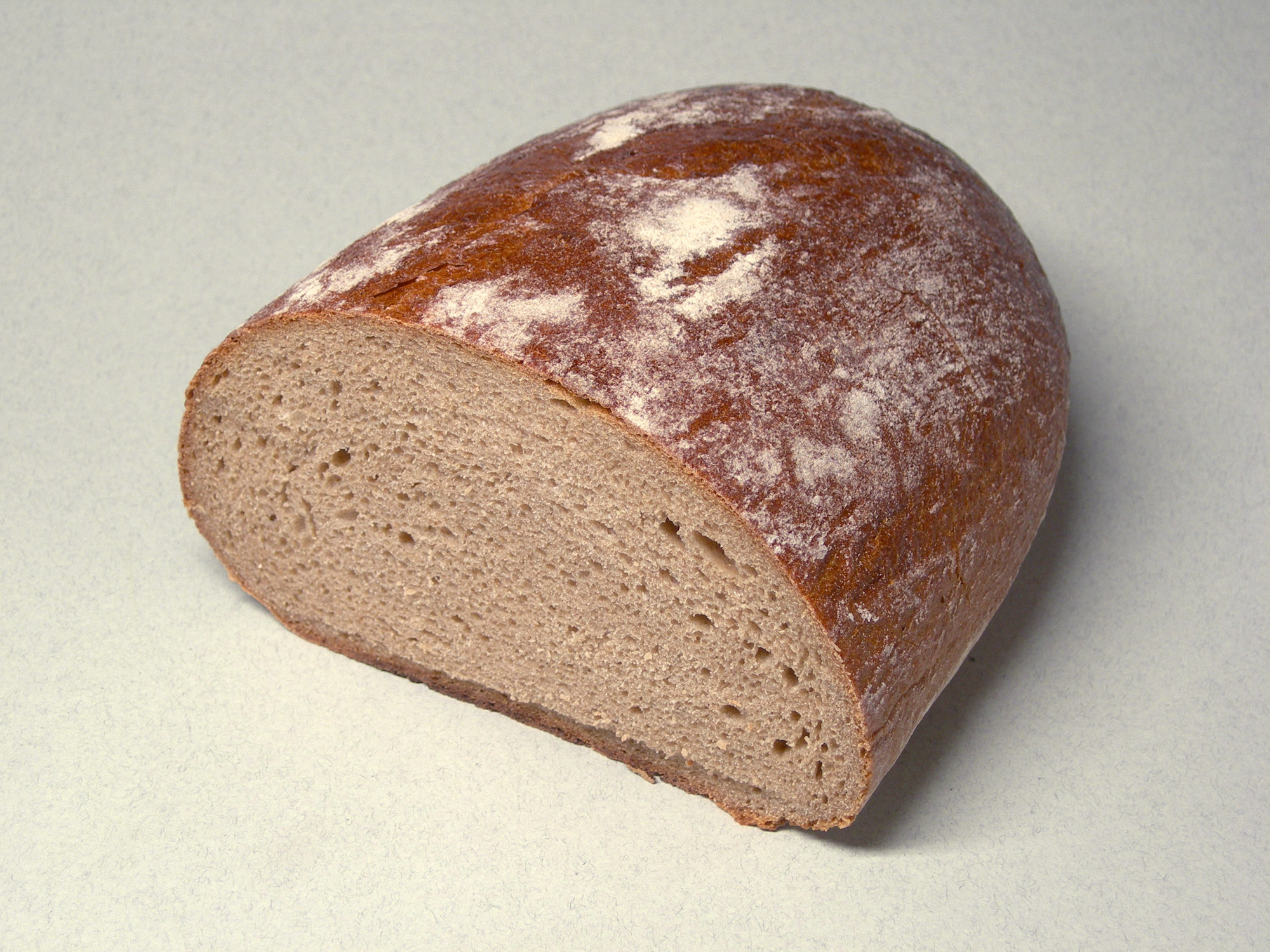
オーストリアのロッゲンミッシュブロート

ミッシュブロート（ドイツ語: Mischbrot）はドイツのパン。グラウブロート（ドイツ語: Graubrot）と呼ばれることもある

## 概要
ミッシュ（混ぜる）、ブロート（パン）の意味であり、「ライ麦粉と小麦粉を混ぜて作ったパン」である。また、ライ麦粉で作るロッゲンブロート（ライ麦パン、黒パン）とヴァイツェンブロート（ヴァイスブロート、白パン）との間、黒パンと白パンの間という意味で、「灰色のパン（グラウブロート）」とも呼ばれるが、実際に色が灰色というわけではない。
ドイツでは、味の指標としてライ麦比率が表示されていることが多い。これは、ライ麦の比率が高いほど、生地が重たくなり、酸味も強くなる傾向があるためである。一般的にはライ麦比率が高いパン（重たい生地のパン）ほど薄めにスライスした方が食べやすい。

## ドイツ食品法の規定
ドイツ連邦食糧・農業省が定める「大型と小型パンの指導原則（Leitsätze für Brot und Kleingebäck）」では以下のように定められている。
ヴァイツェンミッシュブロート（ドイツ語: Weizenmischbrot）
小麦粉の比率が51%から89%で製造されている（ライ麦粉の比率が50%未満）のパン。
ロッゲンミッシュブロート（ドイツ語: Roggenmischbrot）
ライ麦粉の比率が51%から89%で製造されている（小麦粉の比率が50%未満）のパン。
なお、比率が90%を超える場合はミッシュブロートではなく、ヴァイツェンブロート、ロッゲンブロートとなる。

## 別名
ミッシュブロート、グラウブロートのどちらの名称を用いるかは販売、製造する業者、パン屋に任されているが、各地域の伝統的な名称で呼ばれることも多い。以下に例示する。
- パダーボルナー（ドイツ語: Paderborner）
- オーバーレンダー・ブロート（ドイツ語: Oberländer Brot）
- バイエリシェス・ハウスブロート（ドイツ語: Bayerisches Hausbrot）
- ヴァーブルガー（ドイツ語: Waburger）
- カッセラー・ブロート（ドイツ語版）（ドイツ語: Kasseler Brot）